# Marcel Aragão
Marcel Abner Póvoa Aragão (ur. 24 marca 1978) – brazylijski judoka. Olimpijczyk z Sydney 2000, gdzie odpadł w eliminacjach w wadze półśredniej.
Startował w Pucharze Świata w 2000. Wicemistrz mistrzostw panamerykańskich w 1999. Brązowy medalista wojskowych MŚ w 2001 roku. 

## Letnie Igrzyska Olimpijskie 2000
| Konkurencja | Eliminacje              | Klas. końcowa |
| Konkurencja | Przeciwnik I            | Miejsce       |
| ----------- | ----------------------- | ------------- |
| 81 kg       | Gabriel Arteaga (CUB) P | 1 runda       |